# الماجل (الشعر)

تعديل مصدري - تعديل

الماجل محلة تابعة لقرية نجد حوشب، التابعة لعزلة مقنع بمديرية الشعر إحدى مديريات محافظة إب في الجمهورية اليمنية.، بلغ تعداد سكانها 41 حسب تعداد اليمن لعام 2004.